# Ben Rice
Ben Rice (* 1972 in Tiverton, Devon) ist ein englischer Schriftsteller.

## Leben
Ben Rice wuchs in Devon auf. Er besuchte die Blundell’s School in Tiverton, studierte danach Englische Literatur an der Newcastle University und dem Wadham College der University of Oxford. An der University of East Anglia in Norwich besuchte er den Creative Writing Course.
Seine Lebensgefährtin stammt aus Lightning Ridge, Australien. Ben Rice wohnte nach seinen Studien in London und arbeitet inzwischen als Englischlehrer in Australien.

## Werk
Seine Novelle Pobby and Dingan wurde zuerst im Jahre 2000 im britischen Literaturmagazin Granta veröffentlicht. Eine gebundene Ausgabe erschien noch im selben Jahr wenige Monate später beim Londoner Verlag Jonathan Cape und in den Vereinigten Staaten bei Knopf. Eine Taschenbuchausgabe erschien 2002 zusammen mit der Kurzgeschichte Specks in the Sky, die zuerst in The New Yorker erschienen war, 2002 bei Vintage. Pobby and Dingan spielt in Lightning Ridge, einer kleinen verarmten australischen Stadt in New South Wales, die wegen eines nahen Opalfeldes entstanden ist. Ein Mädchen verliert ihre beiden Fantasiefreunde, was das Leben in ihrer Familie und der Stadt durcheinanderbringt.
Übersetzungen der Novelle erschienen unter anderem in Deutschland (Pobby und Dingan, Übersetzung Giovanni und Ditte Bandini), Frankreich (Pobby et Dingan, Übersetzung Sabine Porte), den Niederlanden (Pobby en Dingan, Übersetzung Tinke Davids), Polen (Pobby i Dingan, Übersetzung Lech Jęczmyk), Portugal (Pobby e Dingan, Übersetzung José Lima), Rumänien (Pobby şi Dingan, Übersetzung Dan Ciobanu) und Spanien (Pobby i Dingan, Übersetzung Eduard Castaño Montserrat).
Pobby and Dingan wurde von Peter Cattaneo verfilmt und erschien mit guten Kritiken 2006 als Opal Dream. Eine seiner Kurzgeschichten, Look at Me I’m Beautiful, war ebenfalls verfilmt worden: 2005 von Paul Gay. Rice war bei den Filmen auch als Drehbuchautor beteiligt.
Granta listete Ben Rice 2003 als einen der 20 besten jungen britischen Romanschriftsteller.
Ein ebenfalls in Australien spielender Roman von Rice namens Etiquette war von Faber & Faber für 2008 angekündigt. Obwohl hier schon eine ISBN veröffentlicht wurde (ISBN 978-0-571-23174-4), ist das Buch nie erschienen.

## Werke
- Pobby and Dingan. Jonathan Cape, London 2000, ISBN 978-0-224-06110-0.
  - deutschsprachige Ausgabe: Pobby und Dingan. Übersetzt von Giovanni und Ditte Bandini. Goldmann, München 2001, ISBN 3-442-30921-2.
- Specks in the Sky. Vintage, London 2002, ISBN 978-0-09-928562-5. (erschien zuerst in The New Yorker, 2001)

## Auszeichnungen
- 2000: Nominiert für den John Llewellyn Rhys Prize der Mail on Sunday (Pobby and Dingan)
- 2001: Gewinn des Somerset Maugham Awards (Pobby and Dingan)[4] (gemeinsam mit Edward Platt für Leadville)
- 2005: „Lauer Lufti“ der Mecklenburger Literaturgesellschaft in der 8. Preisrunde des Lufti-Jugendbuchpreises (Pobby and Dingan)[5]